# Acer coriaceifolium
Acer coriaceifolium é uma espécie de árvore do gênero Acer, pertencente à família Aceraceae.